# Île de Beauté (ferry de 1966)
L’Île de Beauté est un ferry ayant appartenu à la Société nationale maritime Corse-Méditerranée (SNCM). Construit de 1965 à 1966 par les chantiers Bergens Mekaniske Verksted sous le nom de Sunward pour la compagnie norvégienne Kloster Sunward Ferries, il est tout d'abord exploité à partir de juin 1966 entre le Royaume-Uni, le Portugal, l'Espagne et Gibraltar, avant que ces liaisons, jugées déficitaires, ne soient interrompues en novembre. Transféré à la fin de l'année 1966 au sein de la flotte de la compagnie Norwegian Caribbean Line (actuelle Norwegian Cruise Line), autre armement crée par Kloster, il est envoyé dans les Caraïbes et y effectue des croisières depuis Miami, inaugurant par la même occasion les services d'un des plus célèbres croisiéristes au monde à l'heure actuelle. Remplacé par des navires plus imposants au début des années 1970, il est cédé à la Compagnie générale transméditerranéenne (CGTM) en octobre 1972. Affecté à partir de juin 1973 aux liaisons entre le continent français et la Corse sous le nom d’Île de Beauté, il sera également employé sur des mini-croisières en Méditerranée. Transféré en 1976 au sous les couleurs de la SNCM, nouvelle entité publique chargée de l'exploitation des lignes de la continuité territoriale, il ne naviguera pour celle-ci que quelques mois avant d'être retiré du service à l'issue de la saison estivale. Vendu en 1977, il est dans un premier temps utilisé comme un hôtel flottant aux Émirats Arabes Unis puis racheté en 1978 par un armateur saoudien et navigue mer Rouge sous le nom de Saudi Moon I pendant dix ans. À partir de 1988, il est employé comme navire de croisière par divers armateurs dans plusieurs régions du monde jusqu'à sa mise hors service en 2002. Vendu à la démolition après avoir une dernière fois servi comme hôtel flottant, il est démantelé au Bangladesh en 2004.

## Histoire

### Origines et construction
Dans les années 1960, l'armateur norvégien Knut Kloster envisage la mise en place d'une liaison maritime hebdomadaire reliant le Royaume-Uni et le territoire de Gibraltar. À cet effet, il fonde la compagnie Kloster Sunward Ferries et passe commande pour celle-ci d'un navire aux chantiers norvégiens Bergens Mekaniske Verksted. De prime abord, le futur navire se présente comme un car-ferry de conception classique pour l'époque avec une longueur d'environ 140 mètres et une capacité de 630 passagers et 170 véhicules. Mais cette unité va cependant se démarquer de ses contemporains de par le soin particulier apporté à la conception de ses intérieurs. Étant prévu pour être employé sur un itinéraire relativement long, les aménagements se doivent d'être les plus confortables possibles. Ainsi, le navire va être équipé d'une grande variété d'installations occupant une surface de deux ponts et demi et comportant un bar-salon, deux restaurants, un night-club et un bar panoramique. Le navire étant amené à croiser régulièrement dans des zones de climat méditerranéen, une piscine extérieure est même prévue. Tous les passagers seront logés en cabines privatives ayant la particularité d'être toutes équipées de sanitaires, fait assez rare à l'époque. Enfin, la plus grande originalité de ce navire réside dans son aspect extérieur, semblable à celui d'un yacht, avec notamment son étrave élancée.
Baptisé Sunward, le navire est mis sur cale à Bergen le 29 juillet 1965 et lancé le 24 mars 1966. Après trois mois de finitions, il est livré à Kloster Sunward Ferries le 20 juin 1966.

### Service

#### Kloster Sunward Ferries/Norwegian Caribbean Line (1966-1973)
Le Sunward est mis en service le 25 juin 1966 entre le Royaume-Uni et Gibraltar. En plus de la desserte du territoire britannique, le navire effectue également des escales régulières en Espagne ainsi qu'au Portugal. La compagnie offre même la possibilité, en partenariat avec la compagnie suédoise Tor Line, d'acheter directement en Espagne des billets pour rallier la Suède depuis le Royaume-Uni. Cependant, au bout de quelques mois d'exploitation, la ligne se révèlera déficitaire malgré une bonne fréquentation. Pour ne rien arranger, les tensions diplomatiques entre le Royaume-Uni et l'Espagne au sujet de Gibraltar entraîneront des restrictions au niveau du trafic. Ces problèmes servent alors de prétexte à Kloster Sunward Ferries pour interrompre le service en novembre, cinq mois seulement après son ouverture. Sans affectation, le Sunward regagne la Norvège et est désarmé à Oslo. Durant un temps, la compagnie finlandaise Silja Line se montre intéressée par l'achat du navire mais renoncera finalement à l'acquérir, le Sunward n'étant pas équipé d'une coque brise-glace, indispensable pour l'affectation que lui réservait Silja.

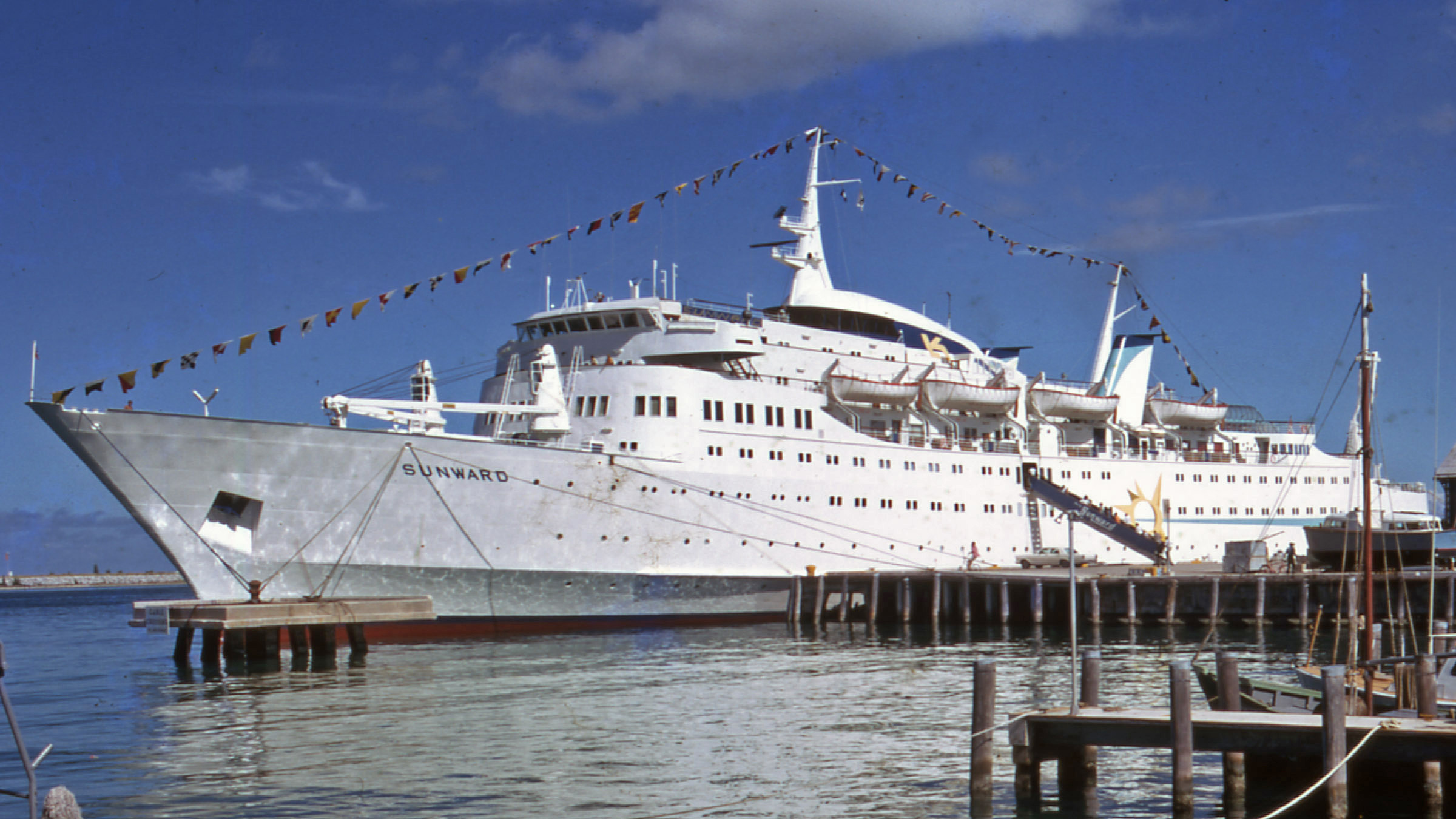
Le Sunward à Key West en 1970.

Dans l'optique de trouver une nouvelle utilisation à son navire, Knut Kloster se met alors à la recherche de nouveaux marchés sur lesquels l'exploiter. En décembre 1966, il s'associe avec l'homme d'affaires israélo-américain Ted Arison et fonde la Norwegian Caribbean Line, compagnie destinée à assurer la liaison entre Miami et les Bahamas. Le Sunward est ainsi directement intégré à la flotte du nouvel armement et quitte la Norvège pour les États-Unis. Le car-ferry est alors employé à compter du 19 décembre entre Miami et Nassau et effectue également des croisières dans les Caraïbes, plus particulièrement aux Bahamas et en Jamaïque, avec toujours comme point de départ, le port de Miami. Ces croisières se révèleront être un véritable succès, de plus, la qualité des installations du Sunward fait que celles-ci sont parfaitement adaptées à la clientèle américaine. Au cours de sa première année d'exploitation, le Sunward transportera 40 000 passagers.
Devant le succès phénoménal de sa formule, la NCL alignera de nouveaux navires au cours des années suivantes. Ainsi, dès 1968, le Starward entre en flotte, suivi du Skyward en 1969 puis du Southward en 1971. Tous sont plus grands et offrent un confort supérieur au Sunward, de plus, le garage, encore présent sur le Starward, est supprimé sur les deux derniers navires. Obsolète, le Sunward est retiré du service à l'issue de l'été 1972. Le 30 octobre, le navire est vendu à la Compagnie générale transméditerranéenne (CGTM).

#### CGTM/SNCM (1973-1977)
Le 27 mars 1973, le Sunward quitte Miami pour rejoindre la Méditerranée. Après avoir traversé l'Atlantique durant une semaine et demie, le navire arrive à Marseille le 8 avril. Après une visite en cale sèche, il est livré à la CGTM le 11 avril et devient l’Île de Beauté. L'acquisition du navire intervient alors dans un contexte où la CGTM se retrouve confrontée à un important retard dans la livraison de son futur car-ferry, le Provence. En effet, les chantiers italiens de Pietra Ligure, constructeurs de la nouvelle unité, sont en faillite et le navire, qui aurait dû entrer en service courant 1972, demeure inachevé. Afin de pouvoir acquérir un remplaçant dans un court délai et dans des conditions financières acceptables, la CGTM avait pris la décision en octobre 1972 de constituer un GIE dénommé « Île de Beauté » en partenariat avec le Crédit Lyonnais qui contribuerait uniquement au financement, la compagnie ayant la possibilité de racheter à tout moment le navire.
Au cours des semaines précédant la mise en service du navire, quelques travaux, assurés par la Société provençale des ateliers Terrin (SPAT), sont effectués à bord. La plage arrière au niveau de la piscine est ainsi allongée, un restaurant libre-service est aménagé et le bar panoramique situé tout en haut est supprimé au profit de l'installation de 368 fauteuils pullman, permettant d'accroître la capacité passagers qui se voit au total portée à 1 100. Les écoutilles présentes à l'avant et à l'arrière sont également supprimées et les grues de chargement retirées. Une fois les travaux terminés, des essais en mer ont lieu le 13 juin.
Le 19 juin, l’Île de Beauté quitte Marseille à 19h30 pour sa première traversée à destination d'Ajaccio. Il touche pour la première fois la Corse le lendemain à 7h00. Dès le premier mois d'exploitation le navire est apprécié par la clientèle pour le confort et les prestations qui y sont proposés. Cependant, le car-ferry souffre de quelques problèmes d'exploitation, notamment en raison de sa rampe arrière peu adaptée aux quais, ce qui a pour effet de ralentir les opérations commerciales, mais également d'une puissance insuffisante qui lui joue des tours par mauvais temps.
À partir de 1974, de par la qualité de ses prestations, la CGTM va expérimenter l'exploitation de l’Île de Beauté sur des mini-croisières. Ainsi, du 23 mars au 3 avril, au départ de Marseille, le navire effectue sa première escapade qui le mène à Naples, en Grèce, en Turquie et en Crète. Cette croisière rencontrera un très franc succès, si bien qu'une seconde sera organisée, se déroulant également en mer Égée du 28 mai au 8 juin. Cette deuxième escapade sera là aussi couronnée de succès et confirmera la capacité du navire à assurer ce rôle. De retour à Marseille, l’Île de Beauté enchaîne ensuite avec son affectation estivale vers la Corse. À l'issue de la saison, il dessert simultanément l'île depuis Marseille et Nice et réalise également des sorties en mer le long de la Riviera.
Au printemps 1975, la CGTM renouvelle son offre de mini-croisières avec une escapade en Espagne du 15 au 21 mars, puis en Égypte, au Liban, en Israël et à Rhodes du 22 mars au 5 avril. Du 30 avril au 4 mai l’Île de Beauté effectue la croisière du 1er Mai à Barcelone et dans les Baléares. Du 7 au 11 mai a lieu la croisière de l'Ascension le long de la côte italienne et du 13 au 19 mai, le navire réalise la croisière de Pentecôte entre Marseille, Ajaccio, Civitavecchia, La Valette et Cagliari.
Bien qu'apprécié par la clientèle, l'exploitation de l’Île de Beauté est déficitaire. En raison de la faible superficie de son garage n'occupant qu'un seul pont, là où ceux des autres navires de la flotte s'étendent sur deux niveaux, le navire se révèle de moins en moins apte à faire face à l'évolution croissante du nombre de véhicules entre le continent et la Corse. Durant le processus de création de la SNCM, la direction décide de ne conserver le navire que pour la saison 1976 uniquement afin de se prémunir d'un éventuel retard dans la livraison du futur Napoléon, alors en construction à Nantes. Cette décision suscitera de vives réactions de la part des syndicats de marins et entrainera un blocage du navire à Bastia.
En attendant sa sortie de flotte, la CGTM continue de l'employer sur des croisières, et organise du 27 janvier au 9 mars 1976 une très longue escapade qui amènera le navire à traverser le canal de Suez et la mer Rouge afin de se rendre dans le golfe Persique, effectuant au passage des escales en Égypte, en Arabie saoudite, au Yémen, à Oman, aux Émirats arabes unis, à Bahrein, au Qatar ainsi qu'en Libye. Quelques jours après son retour à Marseille, il repart pour une autre escapade en mer Égée du 23 mars au 1er avril.
Entre-temps, dans le cadre de la mise en place du principe de la continuité territoriale entre le continent et la Corse, la Compagnie générale transméditerranéenne est nationalisée le 26 mars 1976 et devient la Société nationale maritime Corse-Méditerranée (SNCM). Cette nouvelle entité hérite alors de l'intégralité de l'outil naval de la CGTM. Au retour de sa croisière en mer Égée, l’Île de Beauté entre en arrêt technique du 8 au 26 avril. Au cours de celui-ci ses cheminées sont peintes aux couleurs de la SNCM.
Dans la continuité de la CGTM, la SNCM proposera à bord du navire trois mini-croisières durant le mois de mai, une entre Marseille, Ajaccio, Tunis et Bastia, une seconde vers la Tunisie et une dernière vers la Sardaigne et les îles Baléares. Ces trois croisières, qui seront les dernières effectuées par le navire, connaîtront, à l'instar des précédentes, un important succès. Au terme d'une ultime saison estivale sur les lignes de la Corse, l’Île de Beauté achève sa dernière traversée pour le compte de la SNCM le 22 octobre 1976 en arrivant à Marseille à 8h30 en provenance de Bastia. Retiré de la flotte, il est vendu le 10 décembre à la société Eastern Gulf Inc.

#### Suite et fin de carrière (1977-2004)
Livré le 4 janvier 1977, le navire est transformé en hôtel flottant de 225 chambres et prend le nom de Grand Flotel. Il demeure dans le port de Charjah aux Émirats Arabes Unis.
En 1978, vendu à Saudi Maritime Transport Company, il devient le Saudi Moon I et navigue de nouveau, sous pavillon saoudien. Il transporte des pèlerins entre Suez, Aqaba et Jeddah.
En 1984, il passe sous les couleurs de Sabah Maritime Services.
En 1988, il est acquis par la compagnie américaine Ocean Quest International. Transformé à Singapour, il est rebaptisé Ocean Spirit et effectue des croisières vers le Mexique, Belize et le Honduras.
En 1990, il est racheté par Ferry Charter qui l'affrète à plusieurs compagnies : SeaEscape Cruises qui le fait naviguer en Floride sous le nom de Scandinavian Song de 1990 à 1991, Nordisk Færgefart qui l'emploie dans les Îles vierges américaines de 1991 à 1993, SeaEscape de nouveau qui l'arme cette fois entre les États-Unis et les Bahamas jusqu'en novembre, Ach Shipping qui l'utilise pour des croisières basées à Cuba sous le nom de Santiago de Cuba jusqu'à la faillite de la compagnie en 1994, puis enfin, le navire est affrété par Empress Cruises pour des croisières entre la Malaisie et la Thaïlande sous le nom de The Empress jusqu’à son désarmement à Singapour en 2002.
Le navire sert par la suite d'hôtel flottant au Timor oriental durant six mois, puis est vendu à la société Jaisu Shipping en 2003. Il regagne Singapour sous le nom d'Empress et est de nouveau désarmé.
L'Empress est vendu à la démolition en 2004, il quitte Singapour en avril sous pavillon panaméen pour Chittagong au Bangladesh qu'il atteint le 26. Les travaux de démolitions débutent au début de mois de mai et s'achèvent quelque temps plus tard.

## Aménagements

### Locaux communs
Le Sunward proposait à ses passagers des installations d'un confort exceptionnel pour un car-ferry. Lors de sa carrière sous pavillon français, le navire était équipé d'un restaurant Le Méditerranée, d'un self-service L’Étape, d'un bar-club donnant sur la piscine et d'un grand bar-salon Le Grand Large et à l’avant du pont des embarcations, une véranda et un cinéma de 90 places. S'il est probable que les aménagements intérieurs aient changé les années suivant la vente du navire par la SNCM, peu d'informations existent quant à leurs disposition.

### Cabines
Le Sunward était équipé de 200 cabines à deux, trois ou quatre lits avec sanitaires complets. Lorsque le navire a été acquis par la CGTM, un salon de 368 places assises en fauteuils pullman est installé à la place du bar panoramique.

## Caractéristiques
Le Sunward mesurait 139,43 mètres de longueur pour 20,83 mètres de largeur, son tonnage était de 8 666 UMS. Le navire avait une capacité de 1 110 passagers et était pourvu d'un garage pouvant contenir 170 véhicules et accessible par une porte rampe arrière de 5 mètres de haut. La propulsion du Sunward était assurée par 2 moteurs diesel Burmeister & Weis 12-42VT2BF-90, 12 cylindres 2 temps suralimentés développant une capacité de 9 700 kW faisant filer le navire à une vitesse de 20 nœuds. Le car-ferry était en outre doté d'un propulseur d’étrave et de deux systèmes de stabilisation anti roulis ; l’un de type actif Denny-Brown et l’autre de type passif Flume. Le navire disposait de huit embarcations de sauvetage ouvertes de taille moyenne.

## Lignes desservies
À sa mise en service, en 1966, le Sunward reliait le Royaume-Uni, l'Espagne, le Portugal et Gibraltar sur la ligne Southampton - Vigo - Lisbonne - Gibraltar pour le compte de Kloster Sunward Ferries. Fin 1966, le navire est transféré dans les Caraïbes et réalise des croisières Miami - Kingston - Port Antonio - Nassau - Miami sous les couleurs de Norwegian Cruise Line.
Pour le compte de la CGTM puis de la SNCM, de 1973 à 1976, le navire, renommé Île de Beauté, a desservi Bastia et Ajaccio au départ de Marseille, Toulon et Nice ainsi que Porto Torres au départ de Toulon pour la filiale CMT/S.
Lors de ses exploitations en croisière, le navire a navigué en Méditerranée orientale, mais également en mer Rouge et dans le golfe Persique.
Exploité comme hôtel flottant sous le nom de Grand Flotel de 1977 à 1978, le navire reprend la mer sous le nom de Saudi Moon I et navigue sur la ligne Suez - Aqaba - Jeddah pour Saudi Maritime Transport Company puis pour Sabah Maritime Services jusqu'en 1988.
Pour Ocean Quest International, le navire assure des croisières sur l'axe La Nouvelle-Orléans - Cozumel - Belize - Cancún en 1988 puis sur St. Petersburg - Belize - Cozumel - Roatán - Guanaja en 1989.
Sous le nom de Scandinavian Song, le navire a effectué des croisières entre St. Petersburg et Miami pour le compte de la compagnie SeaEscape, San Juan - St. Thomas pour Nordisk Færgefart et Port Canaveral - Freeport pour SeaEscape de nouveau.
Le navire a un temps navigué dans les eaux cubaines sous le nom de Santiago de Cuba en 1993.
De 1994 à 2002, renommé The Empress, le car-ferry a navigué entre Port Kelang et Penang en Malaisie ainsi que vers Phuket en Thaïlande.